# Ben Whishaw
Benjamin John Whishaw (Clifton, 14 de outubro de 1980) é um ator britânico.
Whishaw é conhecido por seu desempenho na peça de teatro Hamlet, incluindo seus papéis em séries e minisséries de televisão como Nathan Barley (2005), Criminal Justice (2008), The Hour (2011–12) e London Spy (2015).
No cinema estrelou os filmes Perfume: The Story of a Murderer (2006), I'm Not There  (2007), Brideshead Revisited (2008), Bright Star (2009), Cloud Atlas (2012), The Lobster (2015), Suffragette (2015) e The Danish Girl (2015).
Participou de três filmes da franquia James Bond como Q, Skyfall (2012), SPECTRE (2015) e 007 - Sem Tempo para Morrer (2021). Também emprestou sua voz para os filmes de animação Paddington (2014) e Paddington 2 (2017).

## Biografia
Benjamin John Whishaw nasceu em Clifton, Bedfordshire, filho de Linda (nascida Hope), que trabalha em cosméticos, e Jose Whishaw, que trabalha em tecnologia da informação. Ele tem um irmão gêmeo, James. Ele é francês, alemão, russo por parte de pai e descendente de inglês por parte de mãe.
Ele primeiro se tornou proeminente como membro do Bancroft Players Youth Theatre, Big Spirit, no Hitchin's Queen Mother Theatre. Ele freqüentou Henlow Middle School e depois Samuel Whitbread Community College em Shefford. Formou-se na Royal Academy of Dramatic Art em 2003.
Em 2012, entrou num relacionamento com o compositor australiano Mark Bradshaw. Anos depois discutiria que a experiência de sair do armário foi tensa para ele mas "todos foram surpreendentemente amáveis".